# Sân vận động Quốc gia, Warszawa

PGE Narodowy (tên chính thức kể từ năm 2015) hoặc Sân vận động Quốc gia (tiếng Ba Lan: Stadion Narodowy, [ˈstadjɔn narɔˈdɔvɨ]) là một sân vận động bóng đá có mái che có thể thu vào ở thủ đô Warszawa, Ba Lan. Sân được sử dụng chủ yếu cho các trận đấu bóng đá và nó là sân nhà của đội tuyển bóng đá quốc gia Ba Lan.
Sân vận động mới này có sức chứa 58.580 chỗ ngồi, làm cho sân trở thành sân vận động bóng đá lớn nhất ở Ba Lan. Việc xây dựng sân được khởi công vào năm 2008 và hoàn thành vào tháng 11 năm 2011. Sân nằm trên địa điểm của Sân vận động kỷ niệm 10 năm trước đây, trên Aleja Zieleniecka ở quận Praga Południe, gần trung tâm thành phố. Sân vận động có kiến trúc độc đáo với mái làm bằng nhựa PVC, có thể thu vào mở ra nhờ một kết cấu hình tổ chim, giữa là một cột trụ, treo lơ lửng trên trung tâm của sân. Mái vòm có thể thu lại này tương tự như ở sân vận động BC Place ở Vancouver, British Columbia, Canada và sân vận động Commerzbank-Arena ở Frankfurt, Hesse, Đức. Sân vận động này cũng rất giống với Arena Națională ở Bucharest về tuổi tác, sức chứa và mái che.
Sân vận động Quốc gia đã tổ chức trận đấu khai mạc (một trận đấu vòng bảng), 2 trận đấu vòng bảng, một trận tứ kết, và bán kết Euro 2012, do Ba Lan và Ukraina đồng tổ chức.
Sân vận động được trang bị một sân nóng, sân tập, ánh sáng mặt tiền và bãi đậu xe ngầm. Đây là một địa điểm đa năng có thể tổ chức các sự kiện thể thao, buổi hòa nhạc, sự kiện văn hóa và hội nghị. Lễ khai mạc sân vận động chính thức diễn ra vào ngày 19 tháng 1 năm 2012 và trận đấu bóng đá đầu tiên được diễn ra vào ngày 29 tháng 2 năm 2012. Trận đấu giữa đội tuyển bóng đá quốc gia Ba Lan và đội tuyển Bồ Đào Nha đã kết thúc với tỷ số hòa 0–0.
Sân vận động đã tổ chức trận chung kết UEFA Europa League 2014-15.

## Thông tin cụ thể về sân vận động

### Xây dựng và kiến trúc

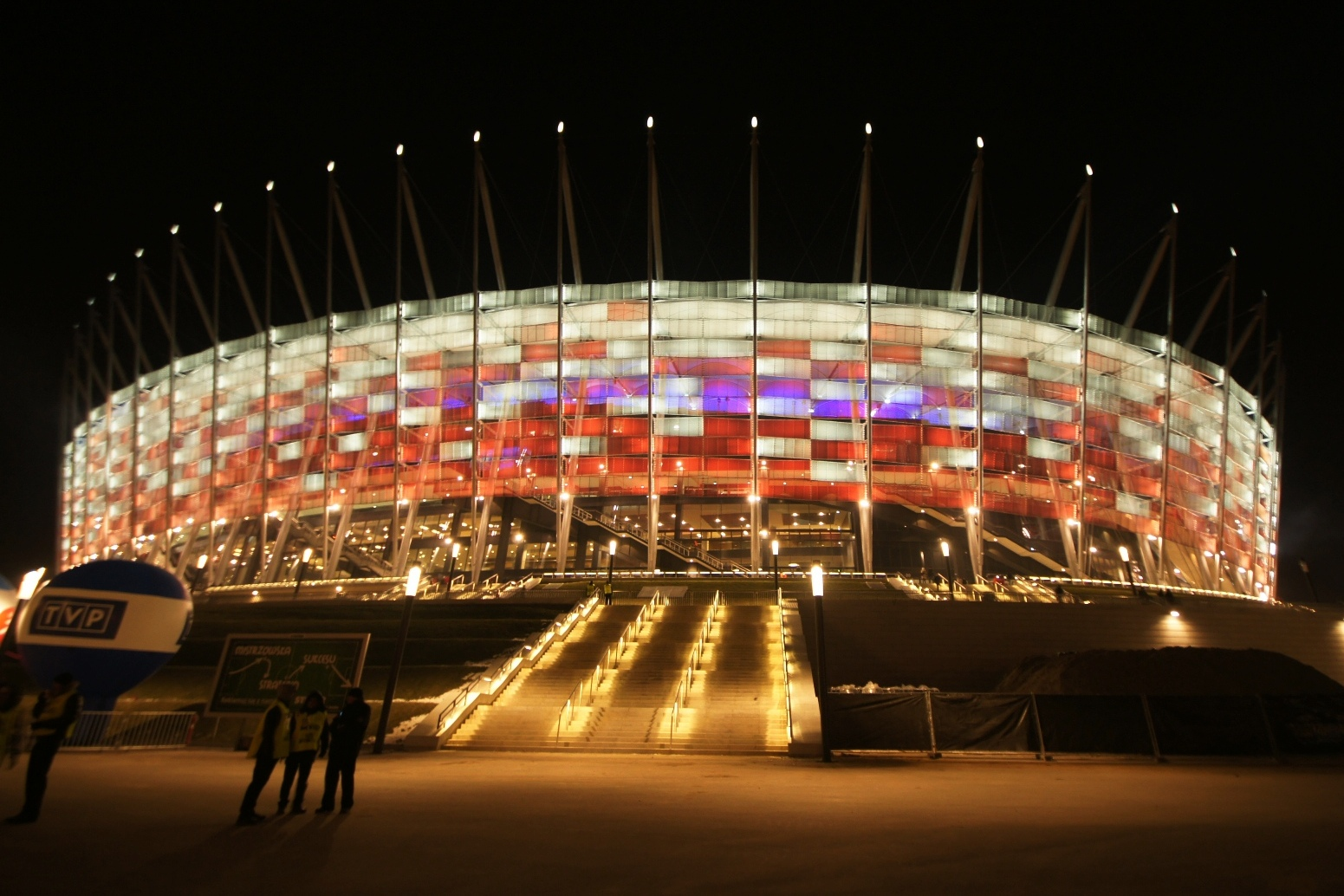
Ánh sáng ban đêm của mặt tiền sân vận động sau trận đấu mở màn giữa Ba Lan và Bồ Đào Nha vào ngày 29 tháng 2 năm 2012

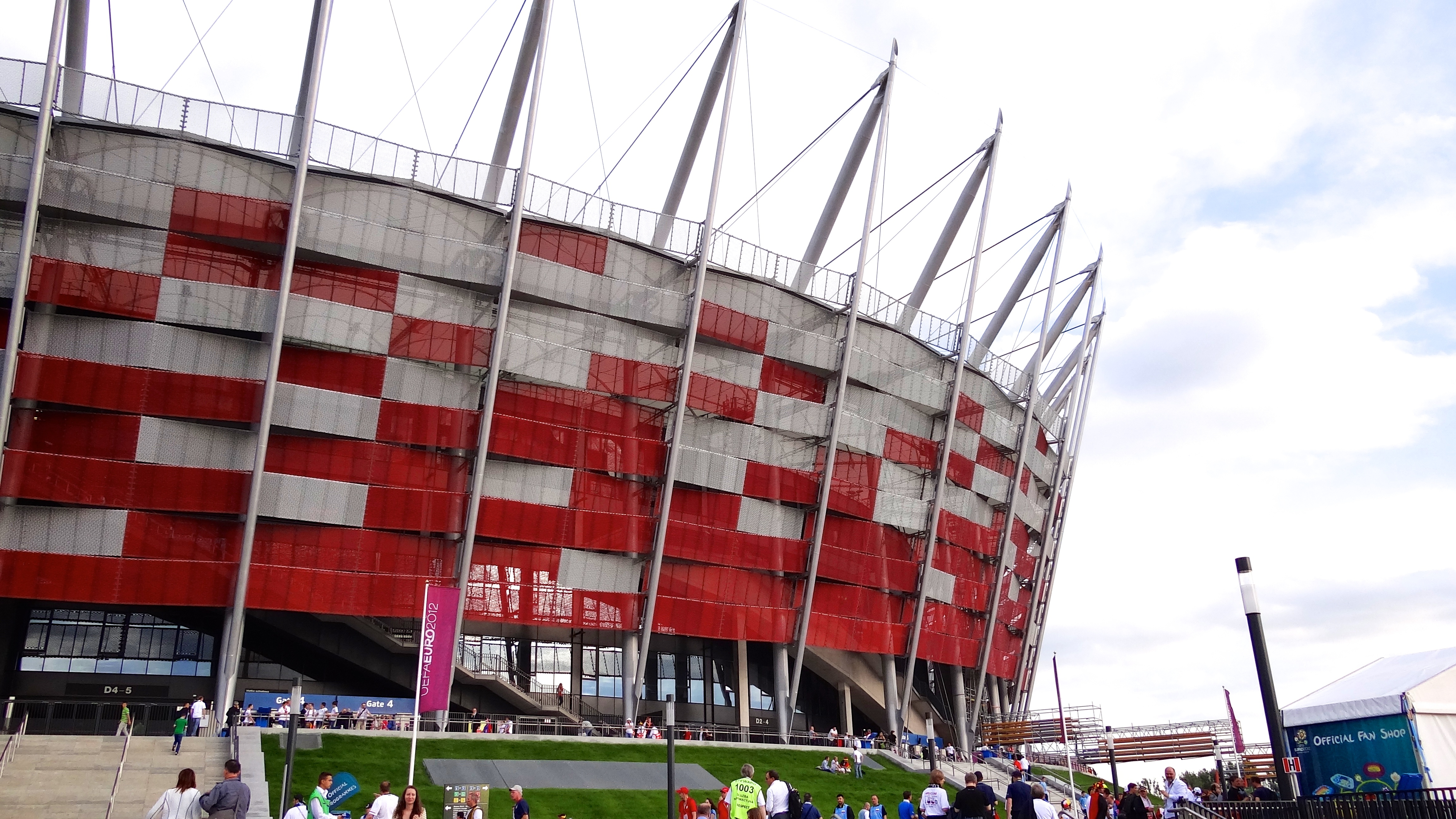
Vương miện của Sân vận động Quốc gia với mặt tiền màu đỏ và trắng giống màu quốc kỳ Ba Lan

Tổng thầu của Sân vận động Quốc gia là một liên danh Đức-Áo-Ba Lan do Alpine Bau dẫn đầu và bao gồm Alpine Bau Deutschland, Alpine Construction Poland, PBG SA và Hydrobudowa Poland SA. Ngày hoàn thành được ấn định trong 24 tháng kể từ khi ký hợp đồng và quá trình xây dựng có sự tham gia của khoảng 1.200 nhân viên.
Sân vận động có sức chứa 58.580 chỗ ngồi cho khán giả trong các trận đấu bóng đá và lên đến 72.900 trong các buổi hòa nhạc và các sự kiện khác (bao gồm 106 địa điểm dành cho người khuyết tật). Tổng thể tích của sân vận động (không có mái che) là hơn 1.000.000 m² và tổng diện tích là 204.000 m². Cấu trúc mái có thể thu vào có kích thước 240 × 270 m và phần chóp trung tâm đứng ở độ cao 124 m trên sông Wisła và 100 m so với mặt sân. Tổng chiều dài của đường đi dạo phía dưới là 924 mét. Sân vận động có trung tâm hội nghị lớn nhất Warszawa với sức chứa 1600 người bao gồm 25.000 m² diện tích văn phòng thương mại. Bãi đậu xe ngầm dành cho 1765 chiếc ô tô nằm bên dưới sân. Sân vận động có các nhà hàng, câu lạc bộ thể dục, quán rượu và 69 hộp bầu trời sang trọng.
Sân vận động Quốc gia là một công trình đa thể thao cho phép tổ chức các sự kiện thể thao, các buổi hòa nhạc và các sự kiện văn hóa. Ngoài ra, nó còn được dùng làm văn phòng, chợ, khách sạn, điểm ẩm thực và các mục đích sử dụng khác. Do đó, dự kiến sẽ có khoảng 2000 đến 3000 người đến thăm sân vận động mỗi ngày.

### Mặt tiền
Mặt tiền của sân vận động đề cập đến màu sắc quốc gia Ba Lan, giống như Quốc kỳ Ba Lan đang vẫy và nó bao gồm màu bạc và màu đỏ. Bảng màu tương tự đã được sử dụng để tô màu chỗ ngồi của sân vận động. Mặt tiền bao gồm lưới sơn được nhập khẩu từ Tây Ban Nha, bao phủ cao độ nhôm kính bên trong. Sân vận động là một cấu trúc mở, có nghĩa là không có mặt tiền khép kín, do đó nhiệt độ bên trong tương tự như nhiệt độ môi trường, mặc dù xây dựng mái che kín. Việc xây dựng như vậy cho phép thông gió tự nhiên cho các phòng đặt dưới khán đài và tiếp cận với ánh sáng tự nhiên.

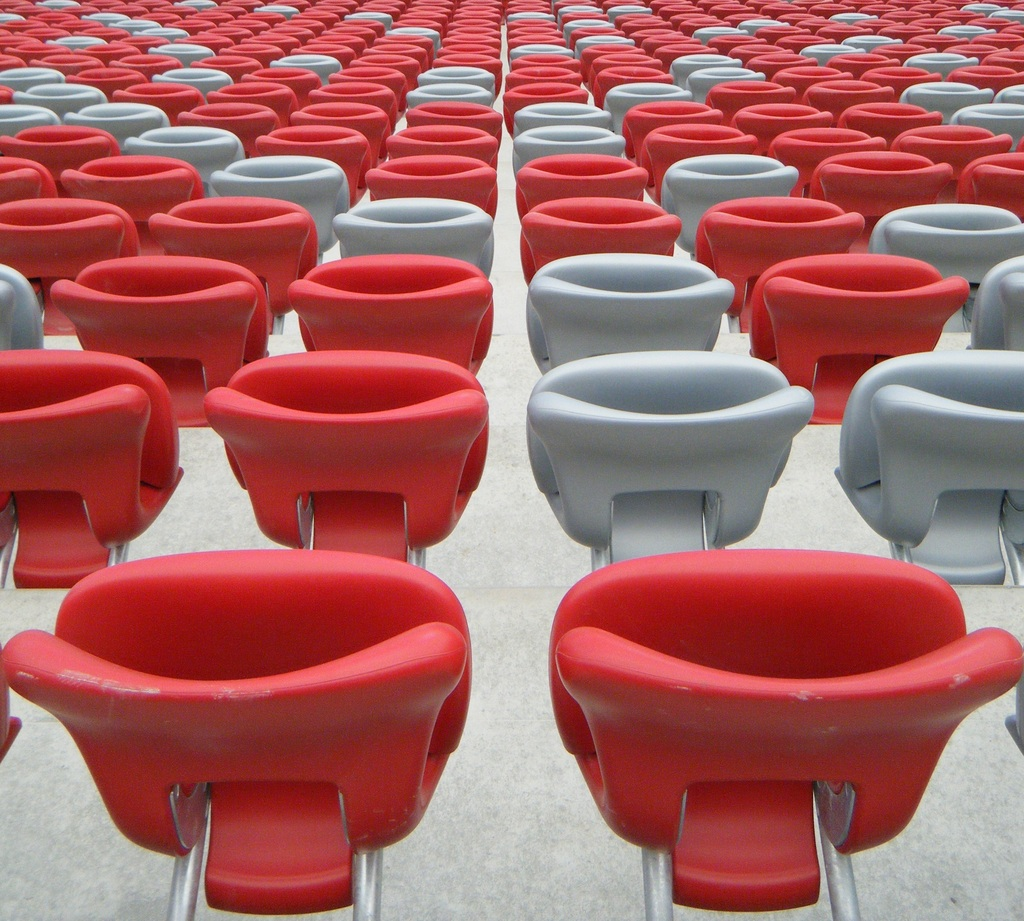
Ghế sân vận động đạt tiêu chuẩn tip-up, loại: FCB màu đỏ và bạc

Độ cao được kéo dài nhờ kết cấu vững chắc của các đường ống được sản xuất tại Ý. Cấu trúc này hoàn toàn độc lập với kết cấu khán đài bê tông và nó là nền tảng cơ bản cho mái che của sân vận động có thể thu vào. Nhờ vậy, các nhà thiết kế có thể thoải mái thiết kế không gian dưới khán đài.

### Mặt sân
Sân vận động được trang bị sân có hệ thống sưởi. Sân được lắp đặt bằng một bãi cỏ Hà Lan, trồng ở Heythuysen, Hà Lan. Trong quá trình tổ chức các sự kiện như buổi hòa nhạc, sân sẽ được bao phủ bởi tấm panel đặc biệt, tấm này phải được gỡ bỏ trong vòng 5 ngày kể từ ngày lắp đặt. Phương án thứ hai: lắp đặt sân cỏ trên một bệ nổi đặc biệt, đã bị loại bỏ do quá đắt.

### Khán đài
Sân vận động Quốc gia được thiết kế bởi tập đoàn Đức-Ba Lan gmp Architects von Gerkan, Marg and Partners, J.S.K Architekci J.S.K Architekci Sp. z o.o. and sbp — schlaich bergermann und partner (thiết kế của Volkwin Marg và Hubert Nienhoff với Markus Pfisterer, Zbigniew Pszczulny, Mariusz Rutz, Marcin Chruslinski).
Công trình bao gồm khán đài hai tầng — trên và dưới — với sức chứa 58.580 khán giả. Tất cả chỗ ngồi trong Sân vận động Quốc gia do công ty Forum Seating của Ba Lan (một phần của Tập đoàn Nowy Styl đặt tại Krosno) cung cấp. Có 900 chỗ ngồi dành cho giới truyền thông và báo chí, hơn 4.600 chỗ được gọi là "ghế cao cấp", được thiết kế cho những vị khách đặc biệt, 106 chỗ cho người khuyết tật và hơn 800 chỗ trong các nhà nghỉ VIP.

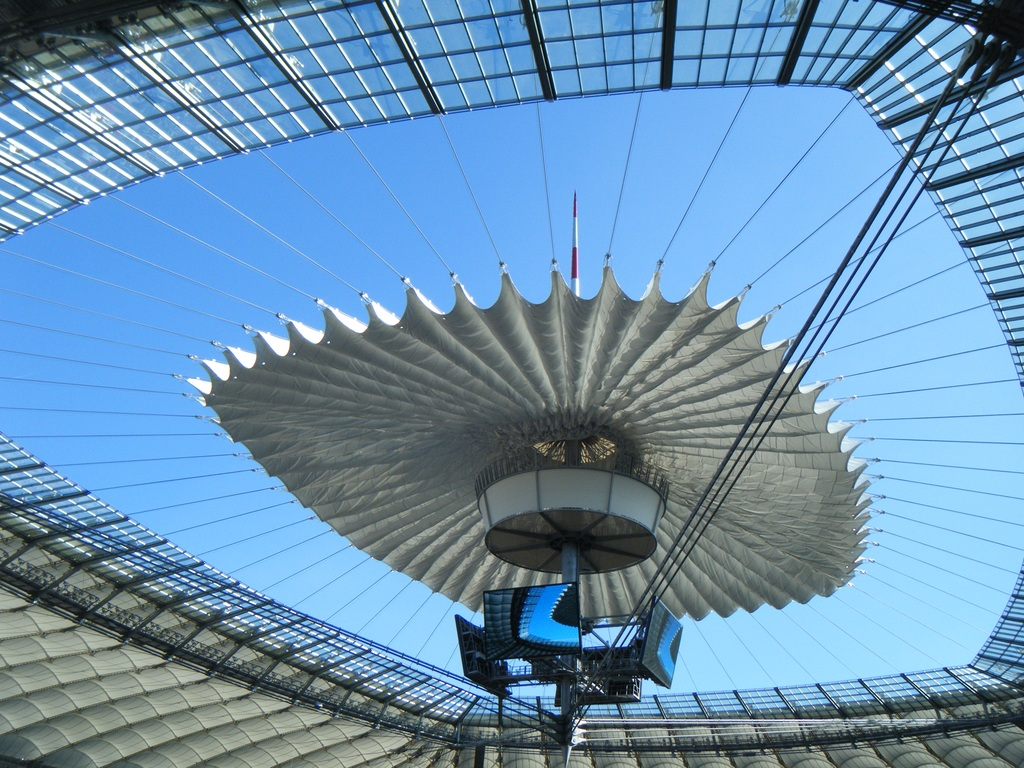
Màng mái che có thể thu vào độc đáo trong quá trình mở

Dưới khán đài có phòng thay đồ, hội trường và khu sinh hoạt với tổng diện tích 130.000 m². Tòa nhà có tám tầng với độ cao đa dạng. Điểm cao nhất trên khán đài, nằm ở độ cao 41 m so với mặt sân cũ của Sân vận động Kỷ niệm 10 năm, trong khi điểm cao nhất của kết cấu mái thép là 70 m so với độ cao đó. Mái che không chỉ có thể che khán đài mà còn che phủ cả sân.

### Mái che có thể thu vào
Trong suốt một phần, mái nhà có thể thu vào được làm bằng sợi thủy tinh phủ teflon. Loại vật liệu này có khả năng bảo vệ khỏi các yếu tố thời tiết (mưa, nắng nóng và có thể giữ tuyết ướt tới 18 cm) và xu hướng nhăn. Công nghệ sản xuất đến từ công ty Hightex GmbH của Đức, và vải được sản xuất tại Bangkok bởi Asia Membrane Co. Ltd.
Quá trình mở hoặc đóng mái che mất khoảng 20 phút và nó chỉ có thể được thực hiện ở nhiệt độ trên 5 °C và không phải khi mưa (đây là lý do khiến trận đấu bóng đá với đội tuyển Anh vào ngày 16 tháng 10 năm 2012 bị hoãn một ngày). Một hệ thống truyền động được sử dụng để kéo căng màng trong quá trình mở và để gấp vật liệu trong quá trình đóng mái che. Tổng trọng lượng của cáp thép hỗ trợ kết cấu mái che là 1.200 tấn. Dưới mái che có bốn màn hình LED hiển thị, mỗi màn hình có diện tích 200 m².

## Lịch sử xây dựng

### Chuẩn bị

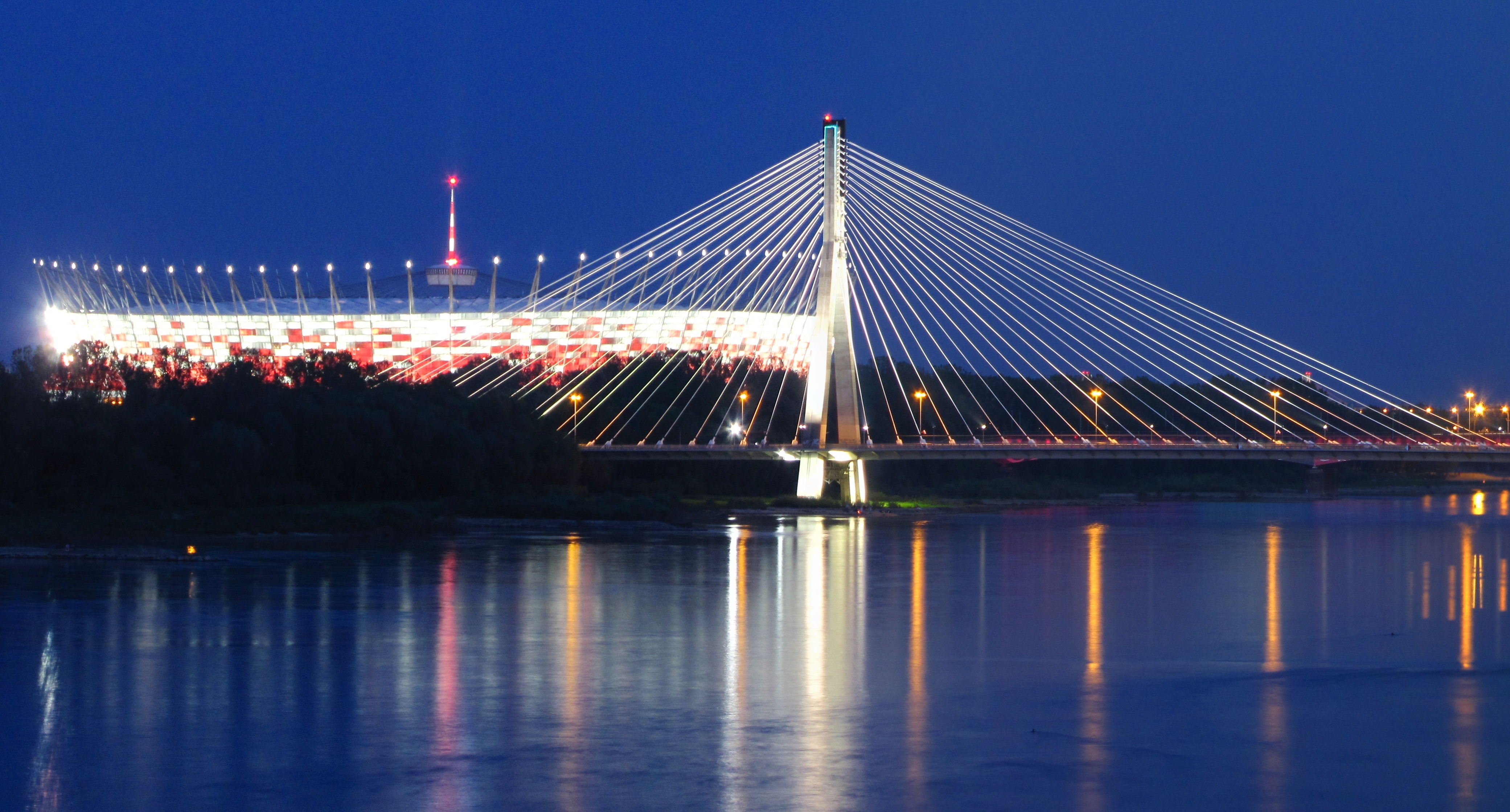
Cảnh đêm của Sân vận động Quốc gia và Cầu Świętokrzyski từ bờ trái của Wisła

Vào ngày 1 tháng 2 năm 2008, tập đoàn của JSK Architects Ltd., GMP — von Gerkan, Marg und Partner Architekten và SBP — Schleich Bergermann und Partner đã trình bày một thiết kế ý tưởng (mô hình trực quan và quy mô) của một sân vận động mới.
Công việc tiền xây dựng đầu tiên bắt đầu vào ngày 15 tháng 5 năm 2008 khi 126 cọc bê tông được đóng vào đất của lòng chảo của khán đài cũ của sân vận động cũ. Vào ngày 18 tháng 6 năm 2008, National Sports Centre Ltd đã nộp các tài liệu cần thiết để xin giấy phép xây dựng từ thống đốc Masovia. Điều này đã được phê duyệt vào ngày 22 tháng 7 năm 2008 và vào ngày 26 tháng 9 năm 2008, một thỏa thuận với Pol-Aqua SA để thực hiện giai đoạn đầu tiên của công việc xây dựng đã được ký kết. Vài ngày sau, ngày 7 tháng 10 năm 2008, việc xây dựng sân vận động bắt đầu.
Trên công trường, sát Trung tâm Thể thao Quốc gia, một webcam ngoài trời đã được lắp đặt. Bắt đầu phát sóng vào ngày 31 tháng 10 năm 2008 và mọi người có thể theo dõi tiến độ xây dựng. Kể từ khi bắt đầu xây dựng giai đoạn thứ hai vào ngày 29 tháng 6 năm 2009, toàn bộ quá trình cũng có thể được xem từ một camera thứ hai được lắp đặt trên một tòa tháp ở Washington Roundabout. Hình ảnh từ các camera vẫn có trên các trang web chính thức của sân vận động.

### Quy trình chính

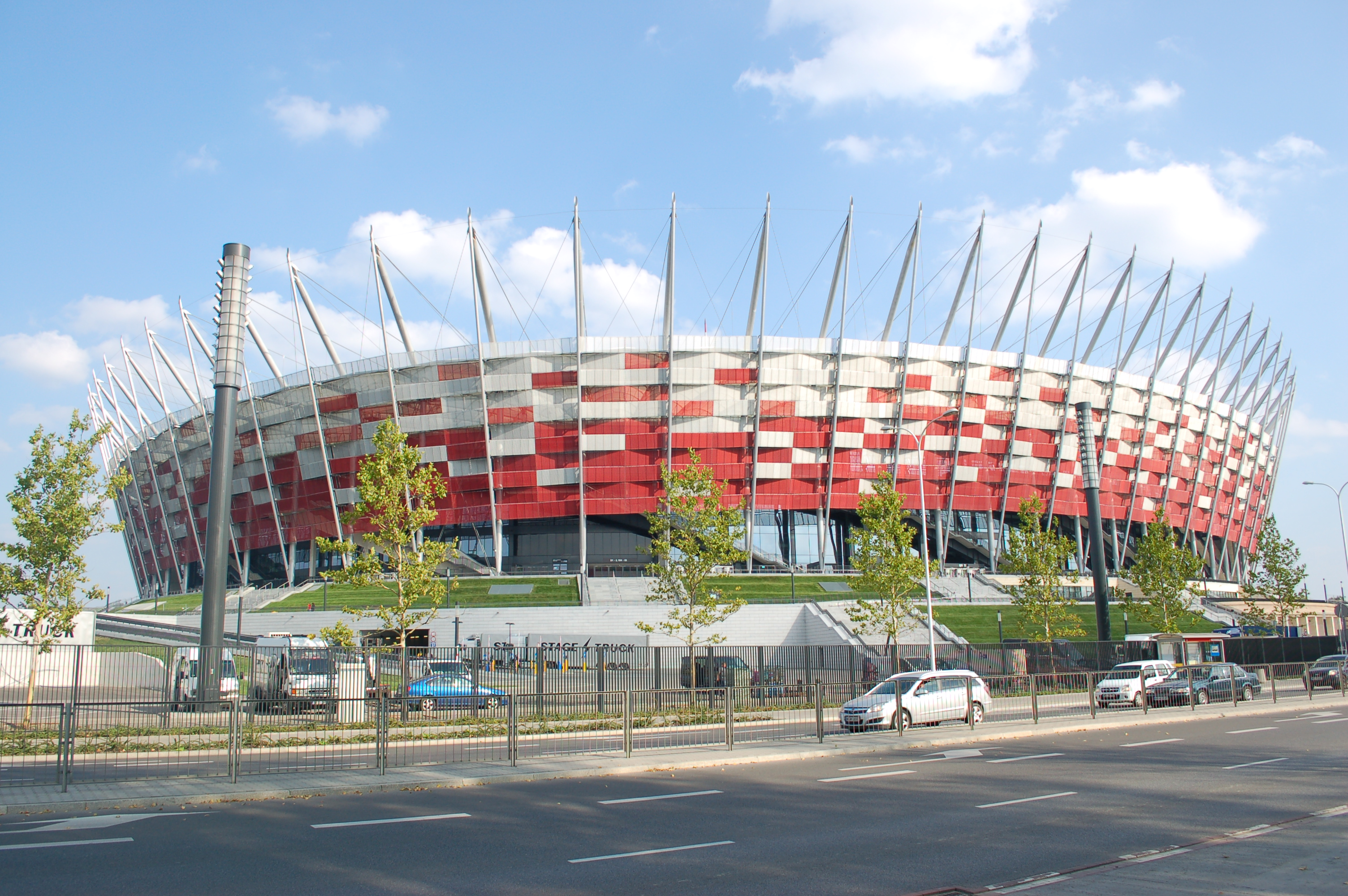
Sân vận động Quốc gia nhìn từ aleja Józefa Poniatowskiego vào tháng 9 năm 2012

Giai đoạn đầu tiên của việc xây dựng bao gồm phá dỡ kết cấu bê tông của Sân vận động kỷ niệm 10 năm, chuẩn bị mặt bằng, đóng khoảng 7000 cọc bê tông vào đất, xây dựng 6700 cột bê tông và sỏi, và xây dựng khoảng 900 cọc xây dựng hiện nay. tạo thành nền tảng của sân vận động.
Vào ngày 9 tháng 3 năm 2009, quá trình đóng cọc hoàn thành, và đúng một tháng sau, việc mở bán các công ty muốn thực hiện giai đoạn hai của việc xây dựng sân vận động diễn ra. Ưu đãi tốt nhất được giới thiệu bởi tập đoàn các công ty Đức-Áo-Ba Lan - Alpine Bau Deutschland AG, Alpine Bau GmbH và Alpine Construction Ba Lan Ltd., Hydrobudowa Poland SA và PBG SA và nó trị giá 1.252.755.008,64 zł.
Vào cuối tháng 9, các yếu tố xây dựng đầu tiên đã được nhìn thấy từ bên ngoài sân vận động. Viên đá góc (đá nền) và một viên thời gian đã được đặt trong buổi lễ tổ chức vào ngày 7 tháng 10 năm 2009. Viên thời gian chứa quốc kỳ của Ba Lan, Liên minh châu Âu và thành phố Warszawa, báo trong ngày, đồng xu, tiền giấy và các hiện vật khác.
Vào cuối tháng 1, phần tử đầu tiên của cấu trúc mái đã đến công trường. Yếu tố này là 1 trong 72 đã trở thành một phần của cấu trúc mái thép khổng lồ. Mỗi con nặng khoảng 48 tấn và cao 12,5 mét. Việc hoàn thành lắp đặt tất cả các phần tử đúc sẵn diễn ra vào ngày 13 tháng 8 năm 2010, đại diện cho toàn bộ cấu trúc của khán đài sân vận động. Mười ngày sau, tất cả các công trình bê tông đã hoàn thành.
Vào ngày 16 tháng 12 năm 2010, tại trụ sở của Trung tâm Thể thao Quốc gia, một cuộc họp báo đã diễn ra dành riêng cho cái gọi là 'hoạt động thang máy lớn' tại sân vận động. Hội nghị đã thảo luận về các nguyên tắc chính của quy trình, một trong những hoạt động có công nghệ tiên tiến nhất trên thế giới và là dự án đầu tiên như vậy ở châu Âu. Không có vấn đề lớn nào xảy ra trong quá trình hoạt động này và 'đợt nâng cấp lớn' đã được hoàn thành vào ngày 4 tháng 1 năm 2011. Nhân dịp này, trước sự chứng kiến của Thủ tướng Donald Tusk và Thị trưởng Warszawa Hanna Gronkiewicz-Waltz, một buổi lễ cất băng mang tính biểu tượng đã được tổ chức.

### Hoàn thành và khai trương
Sân vận động Quốc gia ban đầu được lên kế hoạch hoàn thành vào ngày 30 tháng 6 năm 2011. Sân vận động dự kiến được mở cửa cho công chúng vào ngày 22 tháng 7 năm 2011, trong khi lễ khai trương chính thức dự kiến diễn ra vào ngày 27 tháng 8. Do quá trình xây dựng đang diễn ra, sự kiện đã được dời sang tháng 1 năm 2012 và chỉ buổi chiếu sáng đầu tiên của mặt tiền của sân vận động diễn ra vào tháng 8. Trận đấu với đội tuyển bóng đá quốc gia Đức đã được lên kế hoạch vào ngày 6 tháng 9 năm 2011 nhưng trận đấu này đã được chuyển đến Gdańsk, vì Sân vận động Quốc gia chưa sẵn sàng.
Công việc xây dựng chính thức hoàn thành vào ngày 29 tháng 11 năm 2011. Một ngày sau, Rafał Kapler - Chủ tịch NCS đệ trình cho người quản lý địa điểm một đơn xin cấp chứng chỉ cư trú. Lễ khai trương chính thức của sân vận động diễn ra vào ngày 29 tháng 1 năm 2012. Sự kiện được tổ chức bằng các buổi hòa nhạc của những người nổi tiếng Ba Lan: Voo Voo và Haydamaky, Zakopower, Coma, T. Love, Lady Pank và kết thúc bằng một buổi trình diễn pháo hoa buổi tối. Vào ngày 10 tháng 2 năm 2012, việc lắp đặt hệ thống sưởi và hệ thống tưới tiêu và việc lắp đặt sân hoàn thành.

## Giao thông

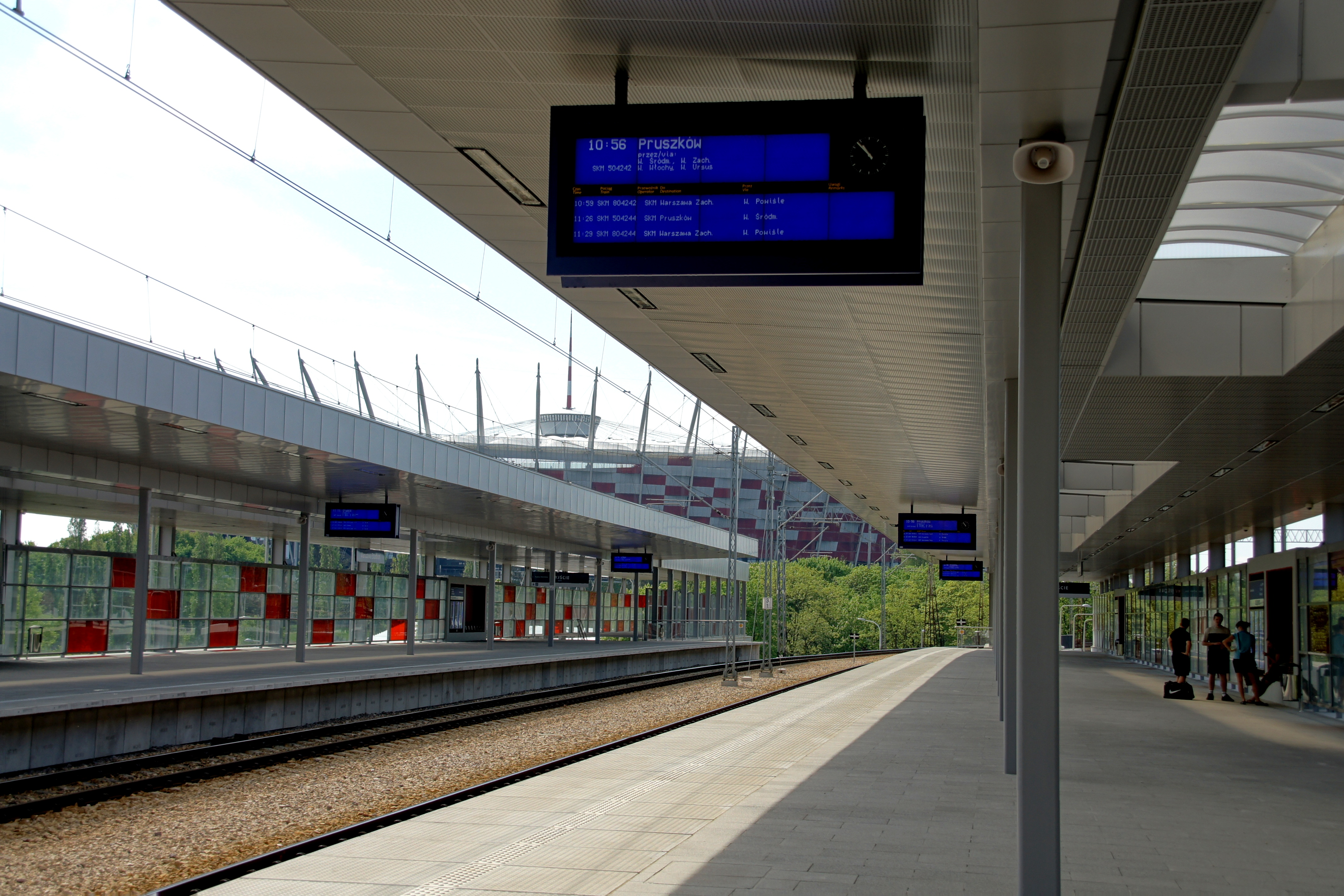
Ga xe lửa Sân vận động Warszawa; sân vận động có thể nhìn thấy được ở phía sau

### Đường sắt và tàu điện ngầm
Sân vận động nằm gần ga tàu Sân vận động Warszawa. Nhà ga có hai sân ga bên cạnh đường ray ngoại ô của Tuyến đường xuyên thành phố Warszawa được sử dụng bởi các đoàn tàu khu vực do Koleje Mazowieckie và Szybka Kolej Miejska điều hành. Có thể đến sân vận động bằng đường S1 và S2. Chuyến đi từ trung tâm Warszawa mất khoảng 5 phút, và vào giờ cao điểm các chuyến tàu chạy cứ 4 phút một chuyến. Trong vòng một giờ, khoảng 26.000 người có thể đến sân vận động chỉ bằng tàu hỏa. Vào đầu năm 2012, nhà ga đã trải qua quá trình hiện đại hóa kỹ lưỡng để chuẩn bị cho sân vận động mới và cho Giải vô địch bóng đá châu Âu 2012.
Có thể đến sân vận động từ Tàu điện ngầm Warszawa. Ga gần nhất là ga tàu điện ngầm Stadion Narodowy (C14) khai trương vào tháng 3 năm 2015.

### Xe buýt và xe điện
Xung quanh sân vận động có một số trạm dừng xe điện và xe buýt. Cách thuận tiện nhất để đến sân vận động từ trung tâm thành phố là sử dụng trung tâm giao thông nằm trên Rondo Waszyngtona.

## Sự kiện

### Các trận đấu của đội tuyển bóng đá quốc gia Ba Lan
Vào ngày 29 tháng 2 năm 2012, 100 ngày trước khi khai mạc giải đấu Euro 2012, đội tuyển bóng đá quốc gia Ba Lan đã tổ chức trận khai mạc với đội tuyển Bồ Đào Nha và kết thúc với trận hòa không bàn thắng.
| Thứ tự | Giải đấu                 | Ngày                 | Đối thủ          | Kết quả | Vòng   | Cầu thủ ghi bàn cho Ba Lan                                                                              |
| ------ | ------------------------ | -------------------- | ---------------- | ------- | ------ | --- |
| 1      | Giao hữu                 | 29 tháng 2 năm 2012  | Bồ Đào Nha       | 0–0     | 53.179 | ––– |
| 2      | Euro 2012                | 8 tháng 6 năm 2012   | Hy Lạp           | 1–1     | 56.070 | Robert Lewandowski                                                                                      |
| 3      | Euro 2012                | 12 tháng 6 năm 2012  | Nga              | 1–1     | 55.920 | Jakub Błaszczykowski                                                                                    |
| 4      | Giao hữu                 | 12 tháng 10 năm 2012 | Nam Phi          | 1–0     | 42.026 | Marcin Komorowski                                                                                       |
| 5      | Vòng loại World Cup 2014 | 17 tháng 10 năm 2012 | Anh              | 1–1     | 47.300 | Kamil Glik                                                                                              |
| 6      | Vòng loại World Cup 2014 | 22 tháng 3 năm 2013  | Ukraina          | 1–3     | 55.565 | Łukasz Piszczek                                                                                         |
| 7      | Vòng loại World Cup 2014 | 26 tháng 3 năm 2013  | San Marino       | 5–0     | 43.008 | 2 x Robert Lewandowski, Łukasz Piszczek, Łukasz Teodorczyk, Jakub Kosecki                               |
| 8      | Vòng loại World Cup 2014 | 6 tháng 9 năm 2013   | Montenegro       | 1–1     | 45.652 | Robert Lewandowski                                                                                      |
| 9      | Giao hữu                 | 5 tháng 3 năm 2014   | Scotland         | 0–1     | 41.652 | ––– |
| 10     | Vòng loại Euro 2016      | 11 tháng 10 năm 2014 | Đức              | 2–0     | 56.934 | Arkadiusz Milik, Sebastian Mila                                                                         |
| 11     | Vòng loại Euro 2016      | 14 tháng 10 năm 2014 | Scotland         | 2–2     | 55.197 | Krzysztof Mączyński, Arkadiusz Milik                                                                    |
| 12     | Vòng loại Euro 2016      | 13 tháng 6 năm 2015  | Gruzia           | 4–0     | 56.512 | 3 x Robert Lewandowski, Arkadiusz Milik                                                                 |
| 13     | Vòng loại Euro 2016      | 7 tháng 9 năm 2015   | Gibraltar        | 8–1     | 27.763 | 2 x Kamil Grosicki, 2 x Robert Lewandowski, 2 x Arkadiusz Milik, Jakub Błaszczykowski, Bartosz Kapustka |
| 14     | Vòng loại Euro 2016      | 11 tháng 10 năm 2015 | Cộng hòa Ireland | 2–1     | 57.497 | Grzegorz Krychowiak, Robert Lewandowski                                                                 |
| 15     | Giao hữu                 | 13 tháng 11 năm 2015 | Iceland          | 4–2     | 56.207 | 2 x Robert Lewandowski, Kamil Grosicki, Bartosz Kapustka                                                |
| 16     | Vòng loại World Cup 2018 | 8 tháng 10 năm 2016  | Đan Mạch         | 3–2     | 56.811 | 3 x Robert Lewandowski                                                                                  |
| 17     | Vòng loại World Cup 2018 | 11 tháng 10 năm 2016 | Armenia          | 2–1     | 44.786 | Hrayr Mkoyan (o.g.), Robert Lewandowski                                                                 |
| 18     | Vòng loại World Cup 2018 | 10 tháng 6 năm 2017  | România          | 3–1     | 57.128 | 3 x Robert Lewandowski                                                                                  |
| 19     | Vòng loại World Cup 2018 | 4 tháng 9 năm 2017   | Kazakhstan       | 3–0     | 56.963 | Arkadiusz Milik, Kamil Glik, Robert Lewandowski                                                         |
| 20     | Vòng loại World Cup 2018 | 8 tháng 10 năm 2017  | Montenegro       | 4–2     | 57.538 | Krzysztof Mączyński, Kamil Grosicki, Robert Lewandowski, Filip Stojković (l.n.)                         |
| 21     | Giao hữu                 | 10 tháng 11 năm 2017 | Uruguay          | 0–0     | 56.147 | |
| 22     | Giao hữu                 | 12 tháng 6 năm 2018  | Litva            | 4–0     | 57.211 | 2 x Robert Lewandowski, Dawid Kownacki, Jakub Błaszczykowski                                            |
| 23     | Vòng loại Euro 2020      | 24 tháng 3 năm 2019  | Latvia           | 2–0     | 51.112 | Robert Lewandowski, Kamil Glik                                                                          |
| 24     | Vòng loại Euro 2020      | 10 tháng 6 năm 2019  | Israel           | 4–0     | 57.229 | Krzysztof Piątek, Robert Lewandowski, Kamil Grosicki, Damian Kądzior                                    |
| 25     | Vòng loại Euro 2020      | 9 tháng 9 năm 2019   | Áo               | 0–0     | 56.788 | ––– |
| 26     | Vòng loại Euro 2020      | 13 tháng 10 năm 2019 | Bắc Macedonia    | 2–0     | 52.894 | Przemysław Frankowski, Arkadiusz Milik                                                                  |
| 27     | Vòng loại Euro 2020      | 19 tháng 11 năm 2019 | Slovenia         | 3–2     | 53.946 | Sebastian Szymański, Robert Lewandowski, Jacek Góralski                                                 |
| 28     | Vòng loại World Cup 2022 | 2 tháng 9 năm 2021   | Albania          | 4–1     | 38.254 | Robert Lewandowski, Adam Buksa, Grzegorz Krychowiak, Karol Linetty                                      |
| 29     | Vòng loại World Cup 2022 | 8 tháng 9 năm 2021   | Anh              | 1–1     | 56.212 | Damian Szymański                                                                                        |
| 30     | Vòng loại World Cup 2022 | 9 tháng 10 năm 2021  | San Marino       | 5–0     | 56.128 | Karol Świderski, Cristian Brolli (l.n.), Tomasz Kędziora, Adam Buksa, Krzysztof Piątek                  |
| 31     | Vòng loại World Cup 2022 | 15 tháng 11 năm 2021 | Hungary          | 1–2     | 56.197 | Karol Świderski                                                                                         |

### Các trận đấu tại Giải vô địch bóng đá châu Âu 2012
Sân vận động là một trong những địa điểm tổ chức Giải vô địch bóng đá châu Âu 2012 do Ba Lan và Ukraina đồng tổ chức. Ba trận đấu bảng A, một trận tứ kết và một trận bán kết đã được tổ chức ở đó (đối với các trận đấu khác trong bảng đó được diễn ra tại sân vận động Wrocław).
Các trận đấu sau đây đã được tổ chức tại sân vận động trong Euro 2012:

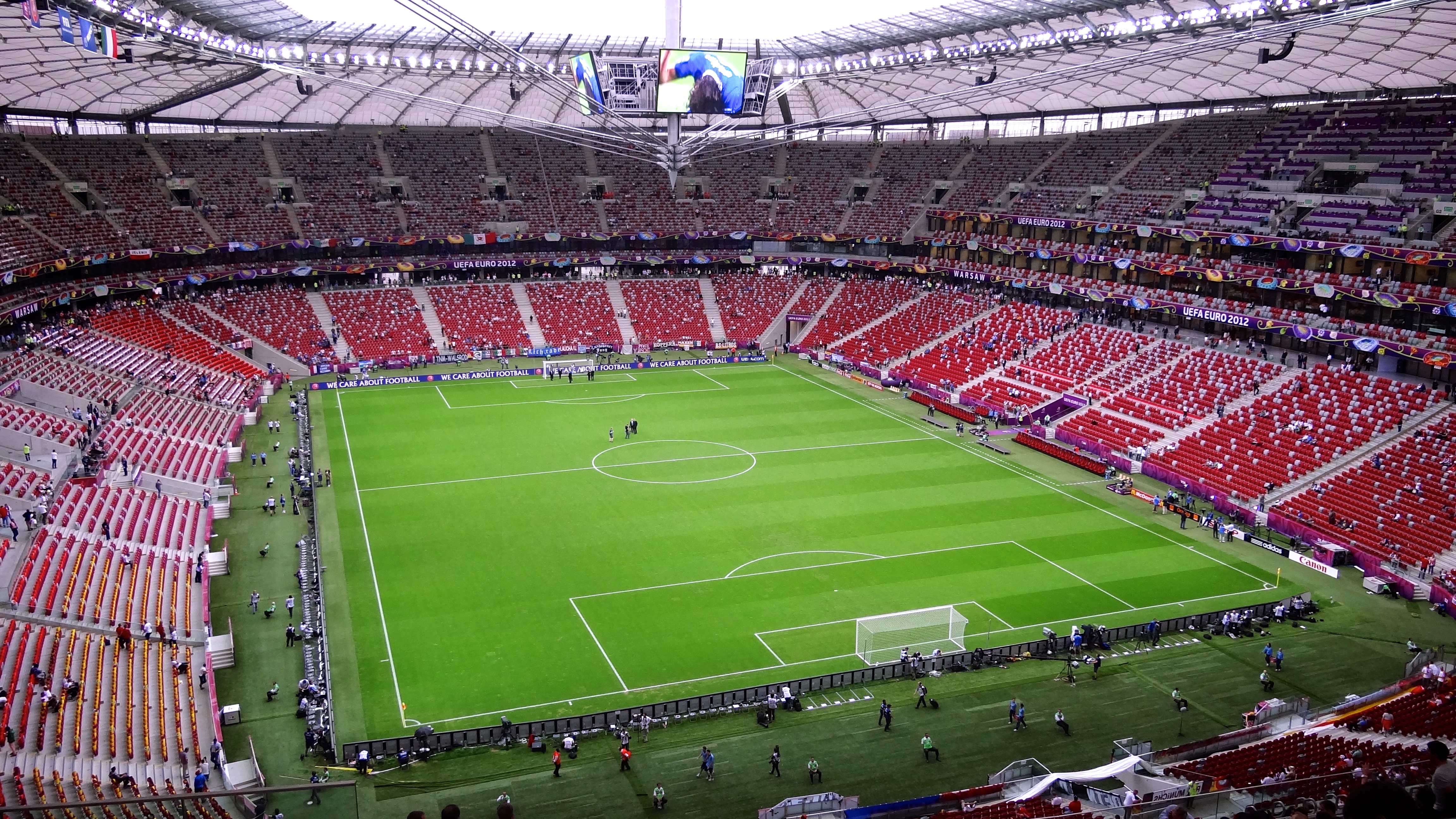
Bên trong Sân vận động Quốc gia trước trận bán kết Euro 2012 giữa Đức và Ý vào ngày 28 tháng 6 năm 2012

| Ngày                | Thời gian (CEST) | Đội #1       | Kết quả | Đội #2     | Vòng    | Cầu thủ ghi bàn                                 | Khán giả |
| ------------------- | ---------------- | ------------ | ------- | ---------- | ------- | ----------------------------------------------- | -------- |
| 8 tháng 6 năm 2012  | 18:00            | Ba Lan       | 1–1     | Hy Lạp     | Bảng A  | Robert Lewandowski 17' Dimitris Salpingidis 51' | 56.070   |
| 12 tháng 6 năm 2012 | 20:45            | Ba Lan       | 1–1     | Nga        | Bảng A  | Alan Dzagoev 37' Jakub Błaszczykowski 57'       | 55.920   |
| 16 tháng 6 năm 2012 | 20:45            | Hy Lạp       | 1–0     | Nga        | Bảng A  | Giorgos Karagounis 45+2'                        | 55.614   |
| 21 tháng 6 năm 2012 | 20:45            | Cộng hòa Séc | 0–1     | Bồ Đào Nha | Tứ kết  | Cristiano Ronaldo 79'                           | 55.590   |
| 28 tháng 6 năm 2012 | 20:45            | Đức          | 1–2     | Ý          | Bán kết | Mario Balotelli 20',36' Mesut Özil 90'+2 (p.đ.) | 55.540   |

### Bóng bầu dục Mỹ
Vào ngày 15 tháng 7 năm 2012, hai tuần sau Giải vô địch bóng đá châu Âu 2012, Sân vận động Quốc gia đã tổ chức VII SuperFinal PLFA (thường được gọi là Polish Bowl), trận đấu tranh chức vô địch của Giải Bóng bầu dục Mỹ Ba Lan.

### Science Picnic
Sân vận động là địa điểm tổ chức Science Picnic, một hội chợ giáo dục khoa học hàng năm, kể từ năm 2013. Trong buổi Science Picnic 2013, sân vận động đã có 142.573 người đến thăm, đây là số lượng khán giả kỷ lục ở bất kỳ loại sự kiện nào được tổ chức tại sân vận động.

### Giải vô địch bóng chuyền nam thế giới 2014
Vào ngày 30 tháng 8 năm 2014, Sân vận động Quốc gia đã tổ chức lễ khai mạc và trận đấu (Ba Lan vs Serbia) của Giải vô địch bóng chuyền nam thế giới 2014. Ba Lan đánh bại Serbia trước 61.500 khán giả - kỷ lục mới cho một trận đấu bóng chuyền của FIVB.
| Ngày       | Thời gian |        | Điểm |        | Set 1 | Set 2 | Set 3 | Set 4 | Set 5 | Tổng  | Nguồn |
| ---------- | --------- | ------ | ---- | ------ | ----- | ----- | ----- | ----- | ----- | ----- | ----- |
| 30 tháng 8 | 20:15     | Ba Lan | 3–0  | Serbia | 25–19 | 25–18 | 25–18 |       |       | 75–55 | P2 P3 |

### Đua xe tốc độ
Sân vận động cũng sẽ tổ chức đua xe mô tô tốc độ với Speedway Grand Prix of Poland dự kiến là Vòng 1 của loạt Speedway Grand Prix 2015 sẽ được tổ chức ở đó vào ngày 18 tháng 4. Nhà vô địch thế giới nổi tiếng và gần đây nhất của Ba Lan Tomasz Gollob đã được cấp thẻ Wild Card cho Grand Prix.

## Buổi hòa nhạc
| Các buổi hòa nhạc tại Sân vận động Quốc gia Warszawa | Các buổi hòa nhạc tại Sân vận động Quốc gia Warszawa | Các buổi hòa nhạc tại Sân vận động Quốc gia Warszawa   | Các buổi hòa nhạc tại Sân vận động Quốc gia Warszawa |
| Ngày                                                 | Nghệ sĩ | Tour                                                   | Khán giả                                             |
| ---------------------------------------------------- | --- | ------------------------------------------------------ | ---------------------------------------------------- |
| 1 tháng 8 năm 2012                                   | Madonna | The MDNA Tour                                          | 38.699                                               |
| 19 tháng 9 năm 2012                                  | Coldplay | Mylo Xyloto Tour                                       | 40.492                                               |
| 25–26 tháng 5 năm 2013                               | Beyoncé Basement Jaxx Fatboy Slim Cypress Hill The Offspring Tinie Tempah | The Mrs. Carter Show World Tour Orange Warsaw Festival | 49.034                                               |
| 22 tháng 6 năm 2013                                  | Paul McCartney | Out There! Tour                                        | 29.000+                                              |
| 25 tháng 7 năm 2013                                  | Depeche Mode | The Delta Machine Tour                                 | 53.181                                               |
| 20 tháng 8 năm 2013                                  | Roger Waters | The Wall Live                                          | 32.549                                               |
| 13–15 tháng 6 năm 2014                               | Kings of Leon Queens of the Stone Age Florence and the Machine David Guetta Kasabian Snoop Dogg OutKast Timbaland Bring Me the Horizon Pixies Hurts The Wombats French Films The Pretty Reckless Chase & Status DJ Set & MC Rage I Am Giant | Orange Warsaw Festival                                 |                                                      |
| 11 tháng 7 năm 2014                                  | Metallica Alice in Chains Anthrax Kvelertak | Sonisphere Festival                                    |                                                      |
| 25 tháng 7 năm 2015                                  | AC/DC | Rock or Bust World Tour                                | 48.000                                               |
| 22 tháng 8 năm 2015                                  | Violetta | Violetta Live                                          |                                                      |
| 5 tháng 8 năm 2016                                   | Rihanna | Anti World Tour                                        |                                                      |
| 18 tháng 6 năm 2017                                  | Coldplay | A Head Full of Dreams Tour                             | 57.615                                               |
| 23 tháng 7 năm 2017                                  | Depeche Mode | Global Spirit Tour                                     | 54.659                                               |
| 30 tháng 6 năm 2018                                  | Beyoncé Jay-Z | On The Run II Tour                                     | 53.500                                               |
| 8 tháng 7 năm 2018                                   | The Rolling Stones | No Filter Tour                                         | 52.355                                               |
| 11–12 tháng 8 năm 2018                               | Ed Sheeran | ÷ Tour                                                 | 104.836                                              |
| 26 tháng 6 năm 2019                                  | Phil Collins | Not Dead Yet Tour                                      | TBA                                                  |
| 12 tháng 7 năm 2019                                  | Bon Jovi | This House Is Not For Sale Tour                        | TBA                                                  |
| 20 tháng 7 năm 2019                                  | Pink | Beautiful Trauma World Tour                            | 46.964                                               |
| 11 tháng 6 năm 2021                                  | Iron Maiden | Legacy of the Beast World Tour                         | TBA                                                  |